# الترغيب في فضائل الأعمال وثواب ذلك
الترغيب في فضائل الأعمال وثواب ذلك هو كتاب عن ذكر ما ورد في الترغيب من الأحاديث النبوية، ألفه الحافظ ابن شاهين (297 هـ-385 هـ)، تناول المؤلف في كتابه مسألة الترغيب في فضائل الأعمال والحث على إتيانها وذكر ثواب من فعلها، وقسم كتابه إلى أبواب، وجعل لكل باب عنوان، ثم أورد تحته ما يناسبه من آيات قرآنية وأحاديث مرفوعة وآثار موقوفة على الصحابة والتابعين، وقد بلغ عدد النصوص الواردة بالكتاب خمسمئة وواحد وثمانين نصا.